# كيت كان
كيت كان (بالإنجليزية: Kate Cann)‏ (9 يونيو 1954، لندن الكبرى في المملكة المتحدة)؛ كاتِبة مُتخصِّصة في أدب الأطفال وروائية بريطانية.